# Грианан Айлеха
Грианан Айлеха (/ˌɡriːnən əv ˈæljə(x)/; ирл. Грианан Эйлиг [ˌɟɾʲiənˠaːnˠ ˈalʲiː]), иногда англизируется как Грианнан Эли или Форт Грианан — городище, расположенное на высоте 244 метра (801 фута), на вершине горы Гринан на полуострове Инишоуэн, в графстве Донегал, Ирландия.
Это впечатляющее сооружение — один из двух фортов подобного рода в графстве Донегол и 24 аналогичных каменных крепостей с высокими стенами во всей Ирландии.
Крепость представляет собой круглый форт. Считается, что он был построен династией Северные Уи Нейллы, предположительно, в промежутке между VI и VII веками нашей эры; хотя есть свидетельства того, что это место использовалось и до постройки форта. Оно было опознано археологами, как резиденция правителей Королевства Айлех и одной из королевских достопримечательностей гэльской Ирландии. Толщина стены составляет порядка 4,5 метра (15 фута), а высота около 5 метров (16 футов). Внутри сооружения расположены три террасы, соединенных ступенями, и два длинных прохода между ними. Первоначально внутри форта располагались другие здания. Сразу за ним находятся остатки колодца и тумулуса (некоторой разновидности кургана).
К XII веку королевство Айлех потеряло изрядную часть территории из-за вторжения норманнов, а также из-за частых войн. Согласно ирландской литературе, дун был в основном разрушен королем Манстера Муйрхертахом Уа Бриайном, в 1101 году. Основные реставрационные работы были проведены в 1870 году. Сегодня это место является национальным памятником Ирландии и популярной туристической достопримечательностью.

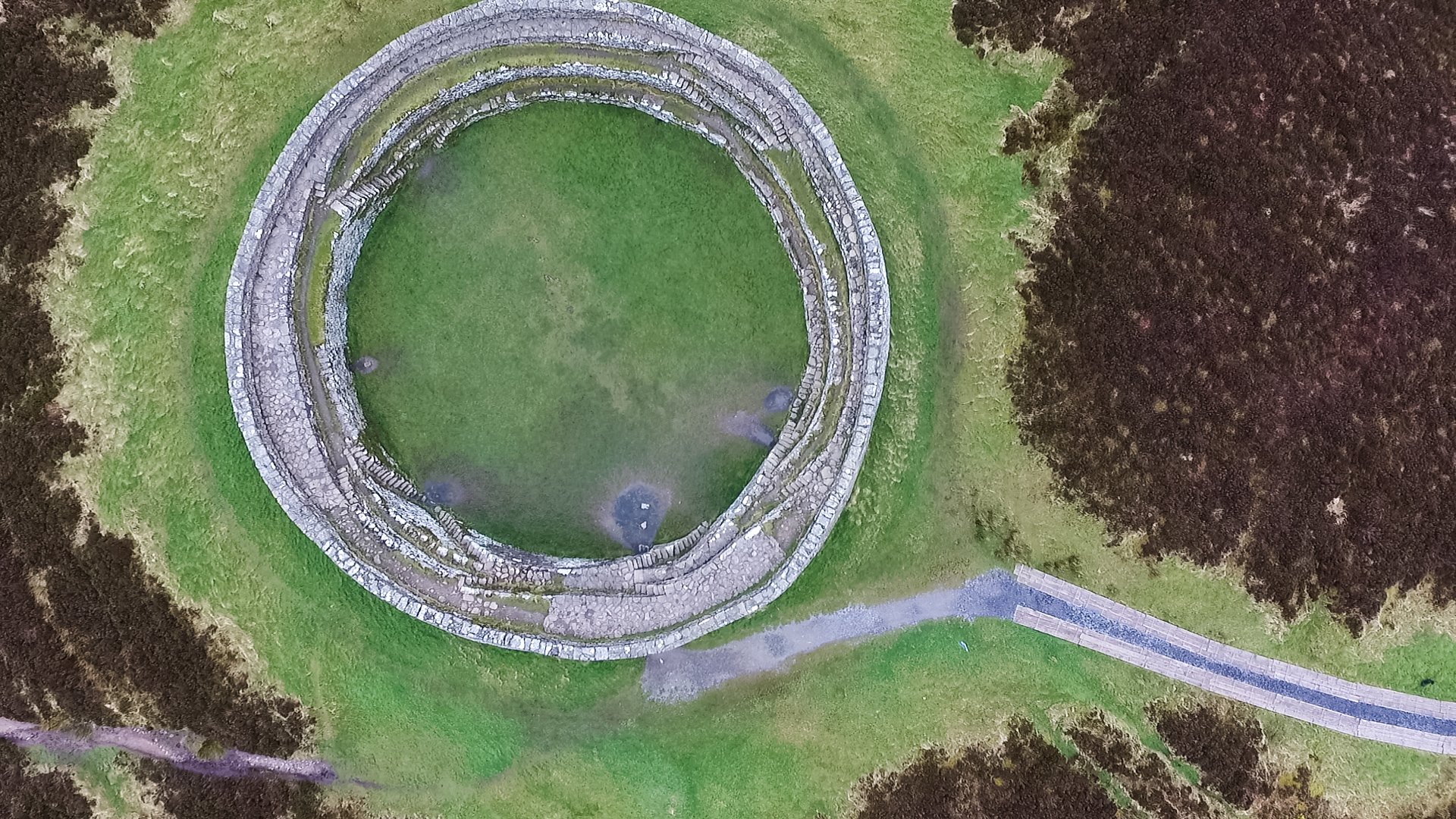
Форт «Грианан Айлеха», вид с высоты птичьего полета

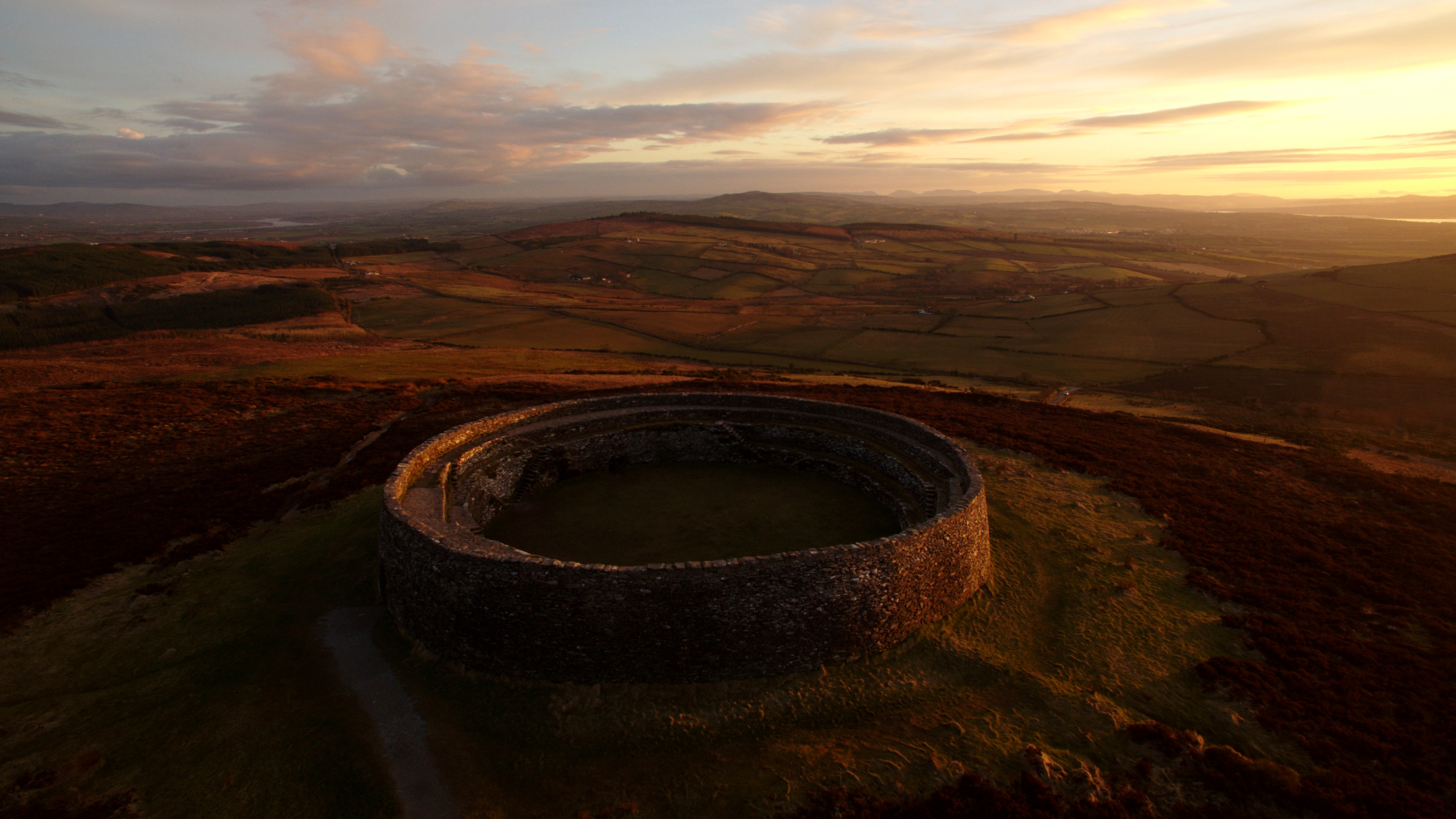
Форт Грианан на закате

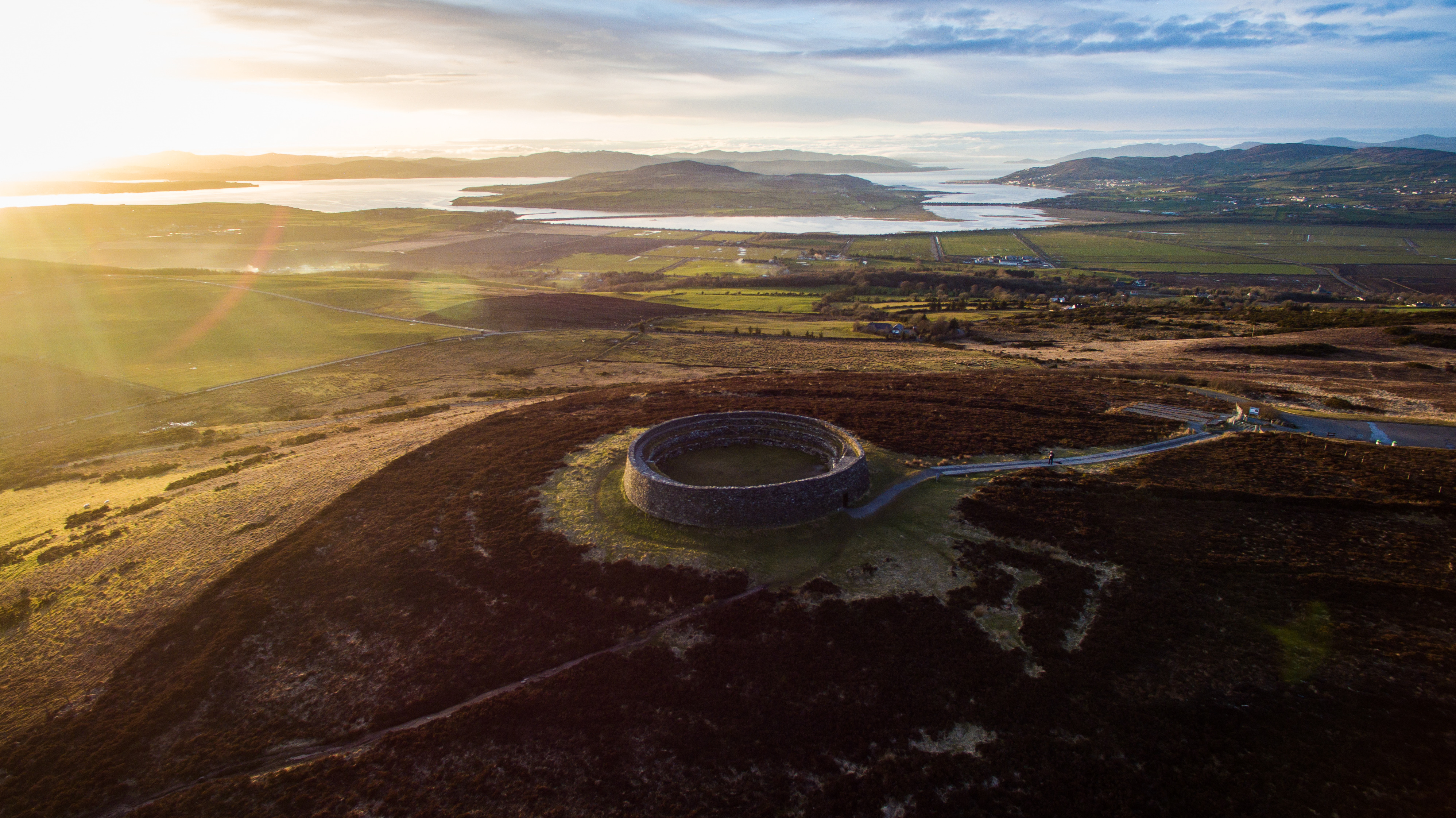
Рассвет над фортом

## Описание и значение

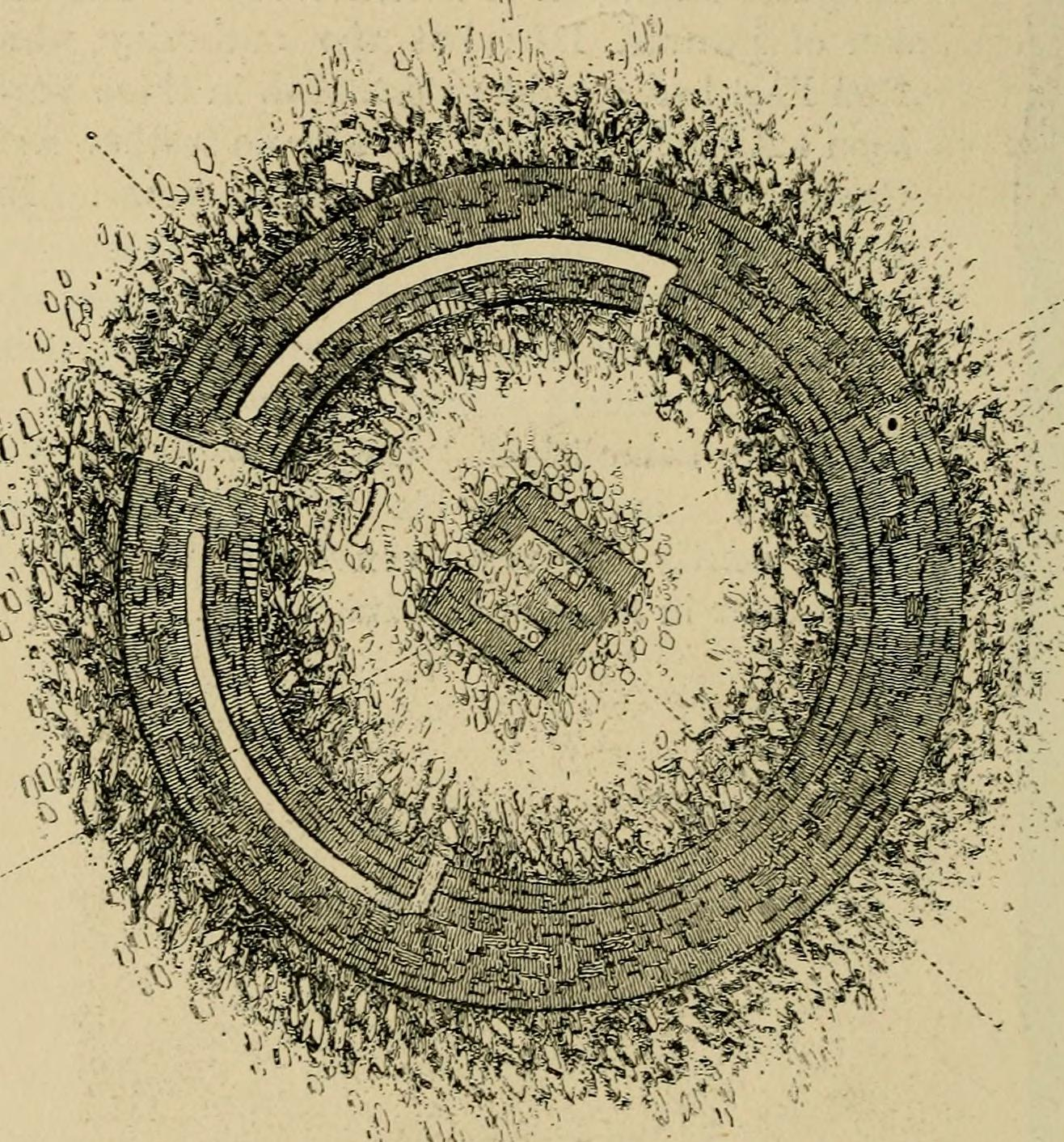
Схематическое изображение форта

Грианан расположен на западной окраине небольшой группы холмов, лежащих между верховьями Лох-Суилли и Лох-Фойл. Хотя холм относительно невысокий, его вершина возвышается над соседними графствами Лондондерри, Донегол и Тирон. Расположенный на краю полуострова Инишоуэн, он находится в 11,25 км (7 миль) к северо-западу от церковного места Дерри. Истории этих мест тесно переплетаются между собой. Существует много легенд и исторических материалов, связанных с Гриананом Айлеха. В ирландских анналах записано, что он был разрушен в 1101 году. Главный памятник на холме — каменный кашел, восстановленный в девятнадцатом веке, но, вероятно, построенный в промежутке между VI и VIII веками нашей эры. Использование вершины в качестве района поселения может иметь гораздо более древние корни. Курган внутри форта может относиться к эпохе неолита. Рядом с кашелом в начале девятнадцатого века был найден крытый колодец.

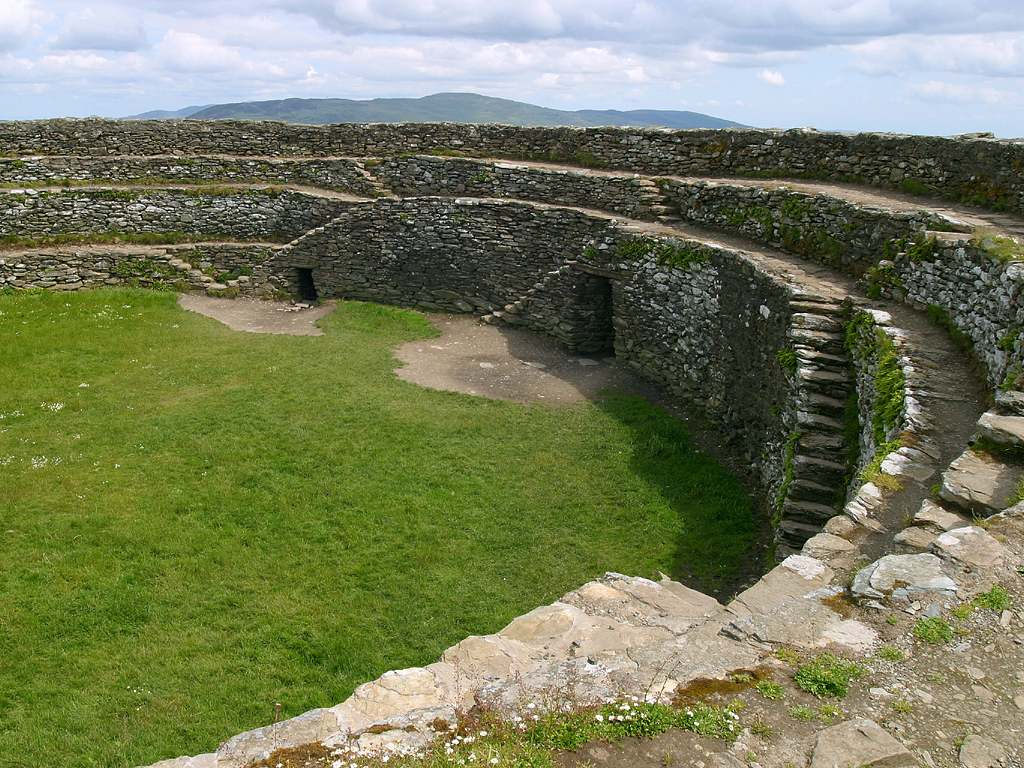
Внутренний вид Грианана из Айлеха

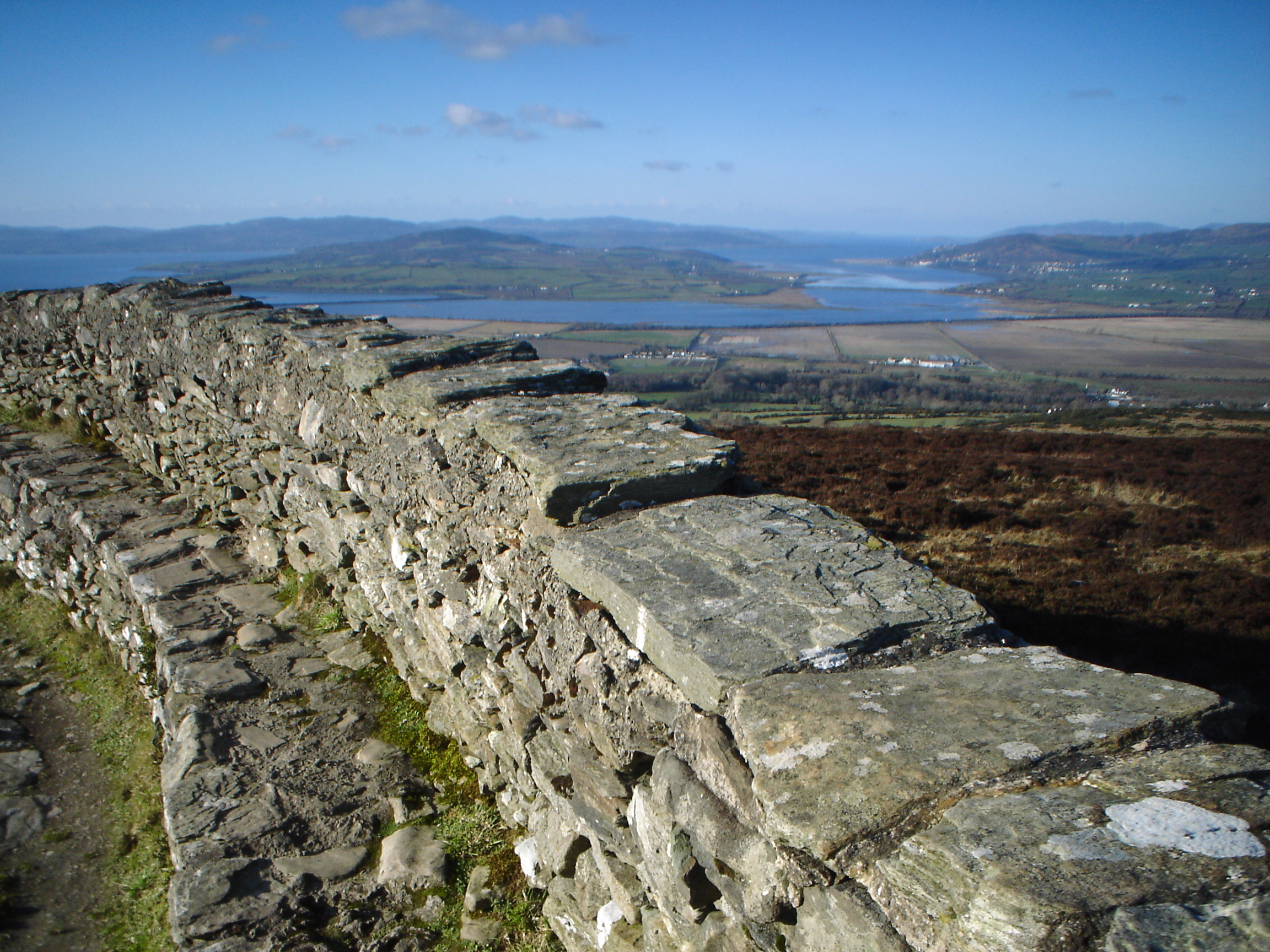
Вид со стены Грианана Айлеха

Ирландский собиратель древностей Джордж Петри впервые исследовал Грианан Айлеха в 1830-х годах. В то время замок представлял собой ни что иное, как просто руины. Он дает описание холма и памятника. Восточный подъём на холм описывается как постепенный, но в пределах 30 метров от вершины он заканчивается круглой вершиной. К вершине вела древняя дорога между двумя уступами естественной скалы. Кашел был окружен тремя концентрическими валами. Петри предполагает, что, как и другие памятники этого типа, такие как Эмайн Маха, весь холм мог быть окружен множеством других валов. Физических или исторических доказательств этому нет. Сохранившиеся валы были сделаны из земли и камня и повторяют естественную форму холма с неправильным круговым рисунком. Они возвышаются друг над другом, создавая выровненные террасы. Самый дальний диаметр круглой вершины холма, занимает по площади порядка 2,2 гектар, второй — около 2,2 га, а в третьем — около 4 га. В настоящее время самый внутренний берег очень низкий, изношенный и покрытый вереском, но прослеживается почти на всем его протяжении. Два других берега находятся в аналогичном состоянии, но их нельзя отследить на длинных участках. Между самым внутренним валом и кашелом дорога сужается в ширину и слегка изгибается вправо. Этот «путь» был укреплен с обеих сторон стенами. На момент обследования остались только фундаментные камни этих стен. План Петри показывает линию камней, ведущую ко входу. Теперь их нет.
Руины самого замка представляют собой круглую стену, огораживающую площадь 23,6 метра в диаметре. Стена имела высоту 1,8 метра и ширину от 4,6 метра до 3,5 метров. Хотя он и не был перпендикулярен, он имел наклон внутрь, что указывало на его сходство с большинством других ирландских каменных фортов. Петри предполагает, что изначально он, вероятно, был в два-четыре раза выше, чем когда он его исследовал. 1,5 метра вверх по внутренней стороне стены, толщина составила 0,76 метра за счет наличия террасирования. На террасу ведут лестничные пролёты по обе стороны от входных ворот. Упавшие камни покрыли все другие существующие лестницы. Петри предполагает, что изначально было три или четыре таких террасы, поднимающихся к вершине стены. По обе стороны от входа в стене есть «галереи». Их точное назначение неясно, и они не соединяются со входом. Эти два прохода в стене, один с юга, а другой с северо-востока, ведут к воротам, но резко обрываются. Рядом с северным концом южного прохода есть небольшое углубление в его западной стене. В южном конце северного прохода есть камень-сиденье.

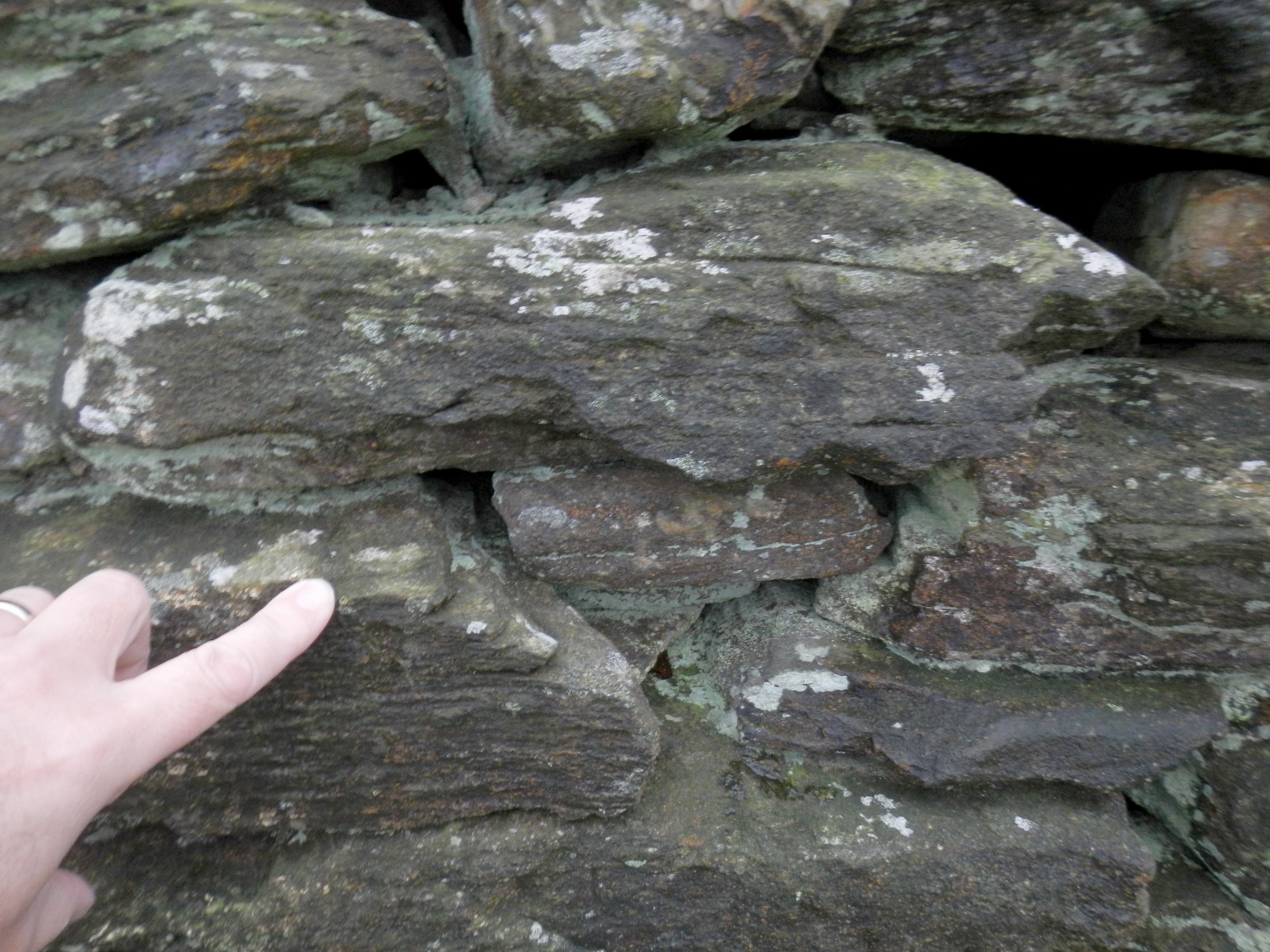
Камни стены форта, из слюдяного сланца.

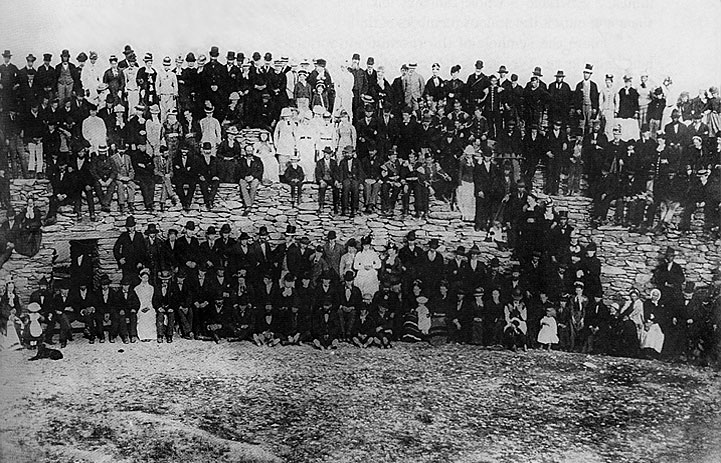
The official re-opening of Grianan Aileach in 1878 following the reconstruction of Dr. Walter Bernard.

Нынешний городище, после реставрации 1874—1878 гг. существенно отличается от первоначального, но большая часть старой постройки осталась нетронутой. В ходе реставрации было обнаружено, что под обрушением сохранились части первоначальной сухой кладки. Рабочие отметили смолой нетронутые участки форта и использовали обрушившийся камень для строительства на этом фундаменте. Они дополнили их другими камнями из этого района, чтобы заменить те, которые «убраны королем Мердоком О’Брайеном в 1101 году».
Внутренние диаметры крепости составляют 23,6 метра с севера на юг и 23,2 метра с востока на запад. Перекрытый вход имеет длину 4,65 метра, ширину 1,12 метра и высоту 1,86 м. До реставрации перемычки ворот не было на месте. Она была около 1,3 м в ширину и 1,2 м в высоту. Этот путь ведет в крепость с востока.
Небольшие углубления по обеим сторонам входного проема были заделаны. Вероятно, они должны были позволить двойным створкам оригинального дверного проема складываться заподлицо со стеной. Интерьер поднимается на три террасы, на которые можно подняться по лестницам, о которых упоминалось ранее. Наружная стена представляет собой сухую каменную конструкцию. По обе стороны от входа в стене есть «галереи». Их точное назначение неясно, и они не соединяются со входом. Эти два прохода в стене, один с юга, а другой с северо-востока, ведут к воротам, но резко обрываются.
Вход в проход южной стены имеет ширину 45 см, высоту 69 см и длину 1,4 метра. Он поворачивает под прямым углом, где становится 50 см в ширину, 85 см в высоту и 20,4 метра в длину. Ближе к северному торцу с западной стороны есть углубление шириной 50 см, глубиной 1 метр и глубиной 75 сантиметров. Северо-восточный вход в галерею имеет ширину 65 см, высоту 97 см и длину 1,55 м. Он встречается с основной частью проезда в виде Т-образного перекрестка. К северу проход имеет ширину 70 см, высоту 1,3 метра и длину 2,5 метра. К югу проход имеет ширину 60 см, высоту 1,4 м и длину 8,6 м.
Ближе к северу от конца южного прохода есть небольшое углубление в его западной стене. В южном конце северного прохода есть камень-сиденье. Интерьер замка довольно ровный, но Петри зафиксировал остатки небольшой продолговатой церкви размером 5 метров на 4,3 метра. Стены имели толщину 61 сантиметр и высоту не более 62 см. Строение было построено из раствора, но сегодня от него ничего не осталось. Сток проходит через стену замка стену на уровне земли с северо-западной стороны. Он ведет из кучи на западной стороне ограды диаметром 1,7 м и глубиной порядка 30 см.

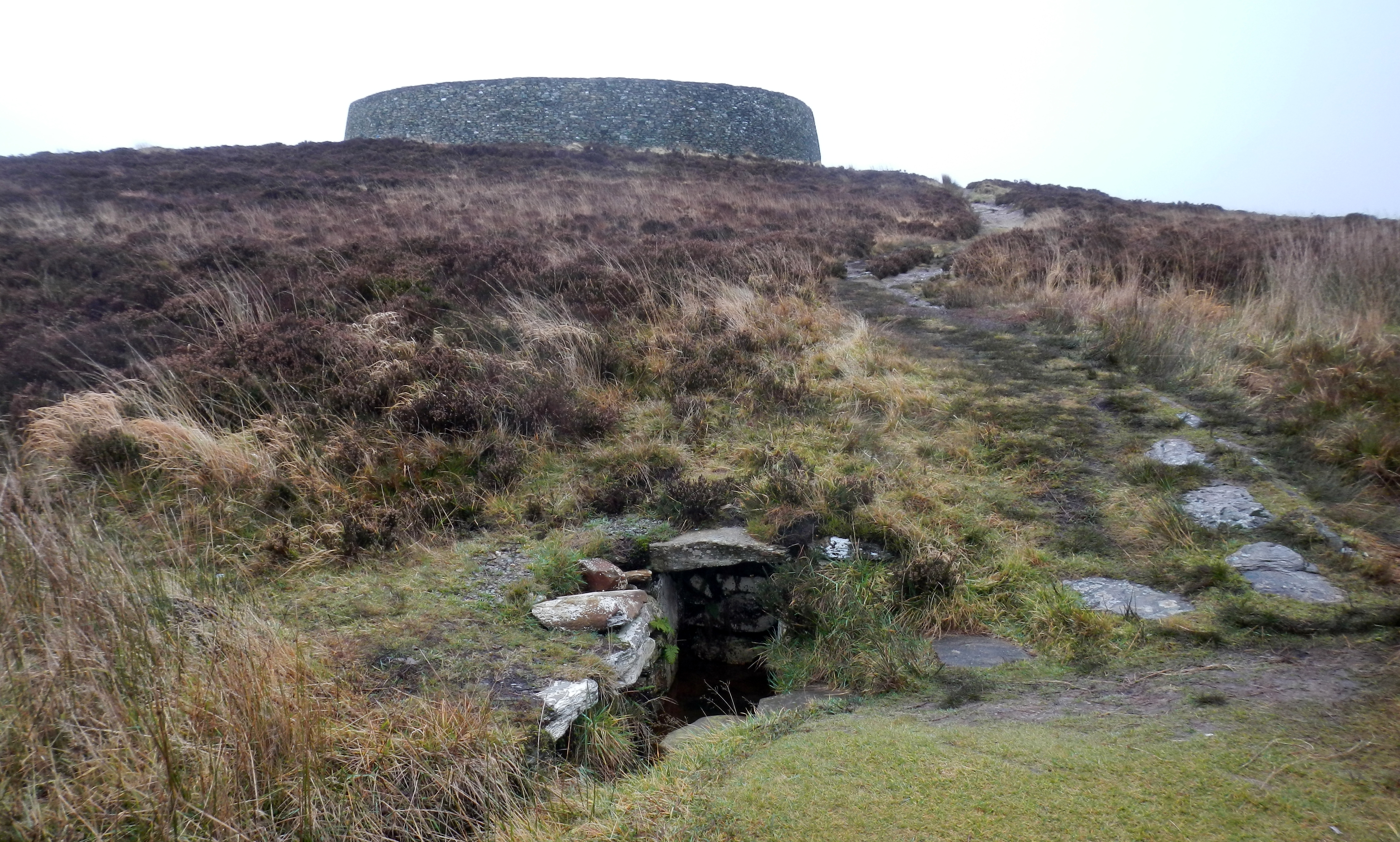
Колодец Святого Патрика к югу от Грианана Айлеаха.

Есть много указаний на то, что Грианан Айлеха — это место с несколькими периодами. Брайан Лейси предполагает, что земляные валы, окружающие форт, вероятно, представляют собой оборону городища позднего бронзового или железного века. Между двумя внешними берегами на южной стороне холма находится ранее закрытый родниковый колодец, посвященный Святому Патрику. Петри описывает курган между второй и третьей стенами как небольшую насыпь, окруженную кругом из десяти камней. Эти камни были уложены горизонтально и сходились к центру. Во времена Петри курган был раскопан, но ничего, объясняющего его значение, обнаружено не было. Впоследствии он был разрушен, но его прежнее положение отмечено кучей битых камней.
Во время раскопок 1870-х годов Бернар задокументировал открытие многих артефактов. За нишей в дверном проеме обнаружен большой камень шириной 40 см. В центре камня — круглое отверстие глубиной 7,6 см и диаметром 3,8 см. В яме был найден гнилой кусок дерева. Ученый не смог расшифровать их использование, предположив только, что это могли быть солнечные часы.
Бернард обнаружил множество костей животных, включая овец, крупный рогатый скот, коз и птиц. Он нашел каменные изделия, в том числе «пращные камни», «воинские палицы» и «камень в форме сахарной головы с хорошо вырезанным основанием» длиной 25 см, круглым основанием 38 см. 36 см с круглым центром и 25 см с круглым верхом.
Самым интересным каменным объектом была «плита из песчаника, разбитая на тридцать шесть квадратов», которую Лейси считала чем-то вроде игровой доски. Среди найденных предметов были гнездо для плуга, железное кольцо, несколько монет и бусина.

## Морфология
Наиболее широкое значение Грианана Айлеха — это кольцевое укрепление. Более точное определение, это многоярусный городище типа «cashel».
Кольцевой форт можно описать как пространство, обычно круглое, окруженное валом и рвом или просто каменным валом. Вал обычно строится путем нагромождения внутри фосса материала, полученного при рытье последнего. Форты значительно различаются по размеру и стилю. В наиболее защищенных вариантах, таких как Айлех, оборонительные сооружения занимают гораздо большую площадь, чем само ограждение.

## Хронология

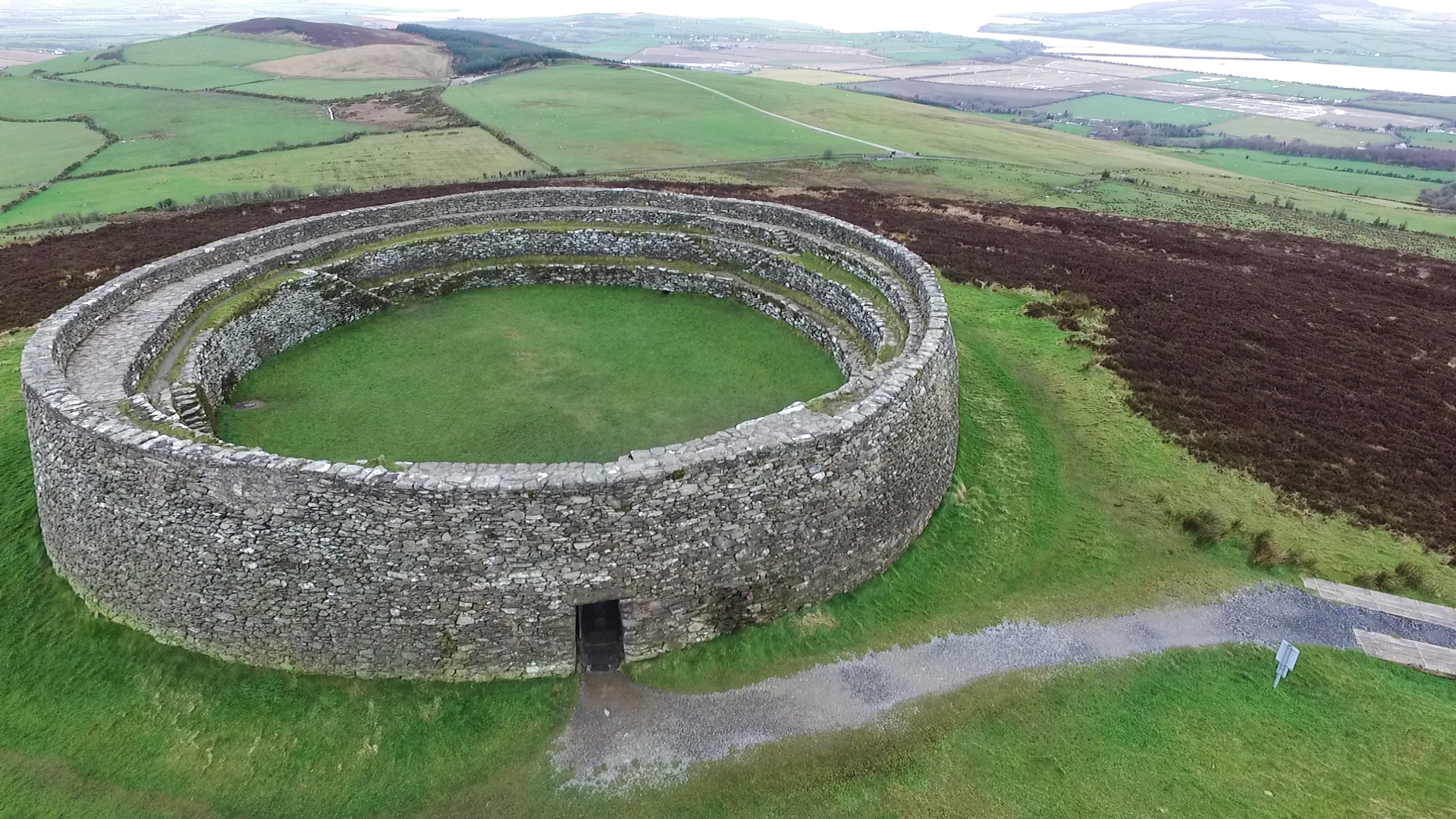
Форт Грианан Айлеха расположен на вершине холма на полуострове Инишоуэн.

Общепризнанно, что большинство дунов относятся к раннехристианскому периоду. Находки из каменных фортов обычно включают предметы, датируемые второй половиной первого тысячелетия: глиняная посуда ручной работы в форме ковша, называемая «подпольная посуда», в которой используется местная глина и которая может быть украшена или не украшена; стеклянные бусы; костяные, бронзовые и железные булавки; изделия из кости и металла.
Артефакты, которые доктор Бернар обнаружил во время раскопок внутри замка, похоже, соответствуют приведенному выше списку типичных предметов. Действительно, в недавней публикации Брайан Лейси приводит точную дату его строительства, которая соответствует этому периоду. Он утверждает, что Айлеах — это название определённого места в древности, а также название королевства Сенел-н-Эогайн, «родины» Инис-Эогиан, происходящее от места, ныне известного как Элаг-Мор или Элахмор (Айлех-Мор) в графстве Лондондерри.
После решающей битвы при Клоитехе в 789 году, когда Сенел-нэогейн получил полный контроль над королевством северного Уи-Нейла, успешные короли переселились в Грианан, построив его внутри ранее существовавшего доисторического городища как визуальный символ их новое мастерство всего пейзажа, видимого с этого командного вида. Стаут приходит к выводу, что большинство кольцевых фортов Ирландии были заселены и построены в течение трехсотлетнего периода с начала седьмого века до конца девятого века нашей эры.
Лейси заключает, что Айлех был заселен северной династией Уи Нейлов с 789 по 1050 год. Это был период, когда многие местные короли Ирландии переезжали в города, основанные викингами, или в более важные церковные места, которые к тому времени казались функционировали как города по образцу, установленному викингами.

## Расположение
Основываясь на морфологии городищ, Рафтери подсчитал, что в Ирландии насчитывается сорок городищ. Однако Лейси предполагает, что в Ирландии осталось пятьдесят фортов. Предлагается приурочить многоваловые городища к западу и югу страны; одностворчатые форты можно найти на севере и востоке. Гриан из Айлеаха рассматривается как исключение из этого правила. Рафтери предполагает, что это простое разделение распространения может стать более размытым после дальнейшего изучения и открытия городища.
Распространение рингфортов в целом намного шире, хотя мы далеки от точного определения их количества, которое все ещё сохранилось. Распределение Ringfort неравномерное. Участки с низкой плотностью рингфортов соответствуют интенсивно распаханным высоконорманизированным участкам. Предполагается, что за последние восемь веков земледелия многие кольцевые городища были разрушены. На этом основании Стаут утверждает, что в Ирландии насчитывается 45 119 рингфортов, из которых 41 % были идентифицированы положительно по состоянию на март 1995 года. Средняя плотность по Ирландии в целом составляет 0,55 на квадратный километр. Плотность колеблется от менее 0,20 на квадратный километр в Донегале, Килдэре и Дублине до более 1,0 на квадратный километр в Роскоммоне, Лимерике и Слайго. Регионы с наибольшей плотностью населения — северный Мюнстер, восточный Коннот/северо-западный Ленстер и восточный Ольстер. Районы с низкой плотностью населения находятся на северо-западе Ольстера и большей части Ленстера.

## Назначение
Теории, объясняющие функцию городищ, варьируются от их использования в качестве оборонительных сооружений до церемониальных ограждений. Гриан из Айлеха, возможно, мог служить обеим этим целям и выполнять ещё больше функций.
Ряд писателей девятнадцатого века предположили, что одно из двух мест, отмеченных как Регия (или королевское место) на карте Ирландии Птолемея, может быть отождествлено с Гриананом. Само место древнее. В некоторых ранних текстах Айлех метафорически упоминается как самое старое здание в Ирландии.
В 1006 году Бриан Бору совершил поход через территорию Сенел Конаил и Сенел Эогайн и, вероятно, пришел в Айлеах. В 1101 году другой король Мюнстера, Муирхертах Уа Брайан, пришел в Инишовен, где принялся грабить и разорять регион. Он разрушил Грианан из Айлиха в отместку за разрушение и снос Киллало, Домналлом Уа Лохлайнном в 1088 году.
Хотя основной функцией этого конкретного городища была роль королевской столицы, в целом городища в Ирландии функционировали как местная версия общеевропейской схемы расселения, известной также как «einzelhöfe»: рассредоточенные индивидуальные фермы. Однако городища имеют скорее общинное, нежели индивидуальное значение. Возможно, что некоторые городища на протяжении всего своего существования функционировали только как загоны для скота и не выполняли никаких хозяйственных функций. Маловероятно, что Айлех использовался подобным образом во время или после того, как он перестал функционировать как королевский форт. Вход слишком низкий и узкий, чтобы через него мог пройти скот, скорее он мог использоваться в оборонительных целях.
Единственным фундаментом здания в форте, помимо стен, был фундамент карательной церкви. Доктор Бернард в своих трудах, не упоминает о других фундаментах. Он упоминает о находке нескольких рифленых колонн, которые могут указывать на то, что в стенах форта было каменное строение. Однако нет никаких свидетельств о каких-либо сооружениях, похожих на дома. Круглые дома, которые непосредственно связаны с основной схемой расселения городищ, обычно располагались в центре крепости, что делало их наиболее удаленными от внешнего нападения. Если бы такой дом стоял на территории форта, то любые его следы были бы уничтожены во время строительства церкви.

## В мифологии
В Ирландской мифологии и фольклоре считается, что первоначально крепость была построена Дагдой, богом и знаменитым королём Племён Богини Дану, который спланировал и провёл вторую (или «северную») Битву при Маг Туиред против фоморов. Форт был возведен вокруг могилы его сына Аэда, убитого из ревности Корргенном, вождём Коннахта. История смерти Аэда и строительства Айлеха подробно изложена в поэме, сохранившейся в Великой Книге Лекана, которая была напечатана с английским переводом.

## В настоящее время

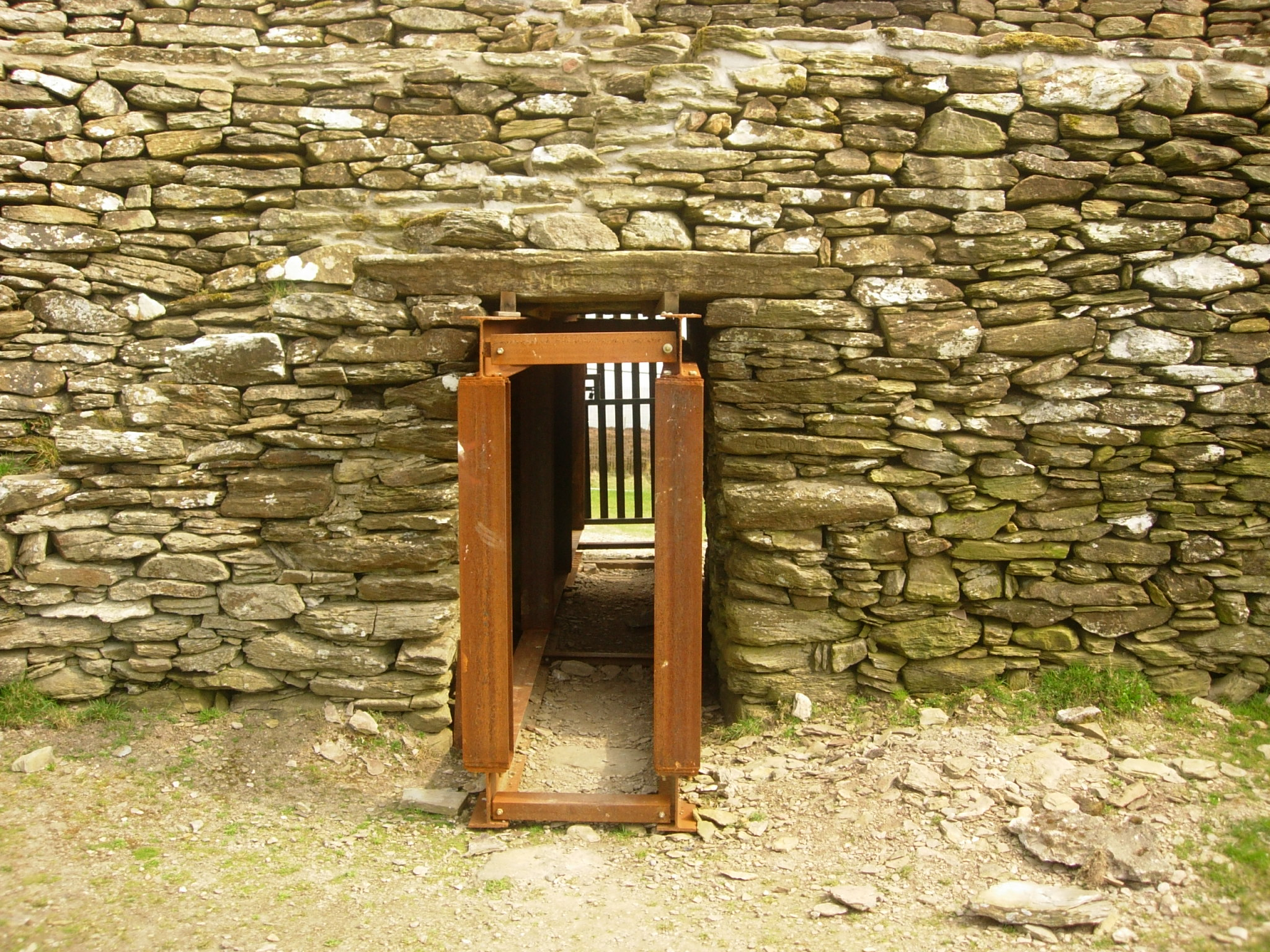
Вид на вход в Грианан Айлеха, 2007 год

Ближайшим поселением к крепости, в графстве Донегол, является город Берт. Стены крепости и несущие конструкции остались по большей части нетронутыми, хотя части крепости и были разрушены со временем, но многое было перестроено в XIX веке с целью сохранения исторического характера и первоначальной эстетики крепости. Известно, что руководил реставрационными работами, доктор Уолтер Бернард. Сейчас достопримечательность принадлежит правительству Ирландии.
С 2001 года Управление общественных работ проводит большую реставрационную работу в связи с обрушением стены, и это является предметом общественных споров. Если в архитектуре здания и произошли какие-либо масштабные изменения, об этом пока ничего не опубликовано. Однако, видимы некоторые видимые признаки его реставрации, например замена больших участков стены. Такие участки легко визуально отличить от первоначальной стены по их форме и цвету. Некоторые верхние части стены были зацементированы, вероятно, для предотвращения падения камней. На входе установлены железные ворота. В 2007 году входной коридор поддерживали железные балки, которые с тех пор были демонтированы.

## В поп-культуре
Режиссёр Джерард Лаф использовал форт в качестве места действия для своего фильма 2015 года «Люди ночи», снимая там сцену в течение двух дней в режимное время (так называемый «синий час»).
Арман Гатти снял сцену в форте в своем фильме 1983 года Nous étions tous des noms d’arbres («Мы все были именами деревьев»).